# 大野盛雄
大野 盛雄（おおの もりお、1925年1月22日-2001年4月4日）は、日本の人文地理学者。東京大学東洋文化研究所名誉教授。

## 来歴
1925年、山口県生まれ。1950年、東京大学理学部地理学科を卒業。1953年、同大学経済学部を卒業。
卒業後は東京大学東洋文化研究所助手に採用された。1960年に退任し、1961年より明治大学専任講師。196から1964年にかけてイランへ出張。1964年、東京大学東洋文化研究所専任講師に就いた。1965年に助教授、1968年に教授昇進。1972年に学位論文「ペルシア農村に関する地理学的研究」を東京大学に提出して理学博士号を取得。1976～78年、1982～84年の二度、東京大学東洋文化研究所所長をつとめた。1985年に東京大学を定年退官し、名誉教授となった。その後は大東文化大学教授として教鞭をとり、1986年には同大学国際学部長もつとめた。1993年、財団法人中近東文化センター理事。

## 研究内容・業績
- 日本の戦後以降の地理学を担った研究者の一人である[5]。大野盛雄の収集した資料一式は、2003年、遺族によって東京大学総合研究博物館に寄贈された[6][7]。

## 家族・親族
- 妻：イスラーム研究者・蒲生礼一の長女。

## 著書
- 『アフガニスタンの農村から 比較文化の視点と方法』岩波新書 1971
- 『イスラムの世界 風土・宗教・文化』講談社現代新書 1971
- 『ペルシアの農村 むらの実態調査』東京大学出版会 1971
- 『フィールドワークの思想 砂漠の農民像を求めて』東京大学出版会 UP選書 1974
- 『イラン日記 疎外と孤独の民衆』日本放送出版協会 NHKブックス 1985
- 『イラン農民25年のドラマ』日本放送出版協会 NHKブックス 1990 [8]

### 共著編著
- 『国土と開発』山名伸作共著 日本放送出版協会 NHK現代科学講座 1966
- 『アジアの農村』編著 東京大学出版会 1969
- 『ラテン的日本人 ブラジル二世の発言』編著 日本放送出版協会 NHKブックス 1969
- 『イラン革命考察のために』編 アジア経済研究所 1982
- 『アジア厠考』小島麗逸共編著 勁草書房 1994

### 翻訳
- イラン教育省『イラン その国土と人々 全訳世界の地理教科書シリーズ』帝国書院 1979

## 参考
- 『東洋文化研究所の50年』創立50周年記念誌、東京大学東洋文化研究所、1991
- 訃報 大野盛雄 名誉教授 / 東京大学学内広報 - ウェイバックマシン（2004年12月12日アーカイブ分）